# Ladislav III. Kán
Ladislav III. Kán (†1314/1315?) (maďarsky Kán III. László, rumunsky Ladislau Kán al III-lea) byl uherským velmožem a sedmihradským vévodou. Ze Sedmihradska fakticky vytvořil stát ve státě.

## Život

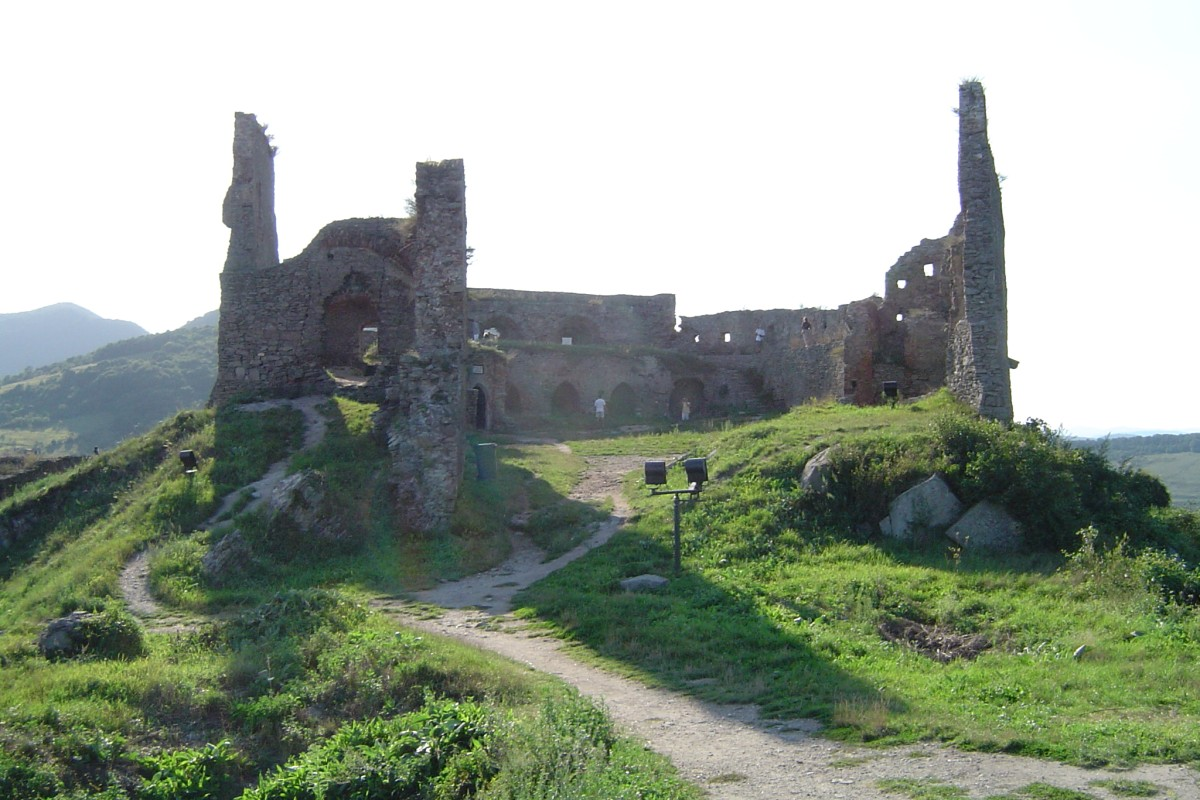
Zřícenina Kánova sídla, hradu Déva

Pocházel z uherské šlechtice rodiny Kánů a narodil se jako syn zemského soudce Ladislava II. Kána. Po otcově smrti kolem roku 1278 zdědil rozsáhlý majetek, mezi který patřila města Hosszúaszó (dnešní Valea Lungă v Rumunsku), Szépmező (dnešní Șona v Rumunsku), Bun (dnešní Boiul Mare v Rumunsku), Mezőszilvás, Septér (dnešní Şopteriu v Rumunsku) a Mezőörményes (dnešní Urmeniş v Rumunsku). Od roku 1295 působil po Rolandovi Borzsovi jako sedmihradský vévoda. Byl jedním z přívrženců uherského krále Ondřeje III., což mimo jiné dokazuje jeho účast na shromáždění svolaném králem roku 1298 v Budíně a jeho členství (1299) v královské radě. 
Po smrti Ondřeje III. roku 1301 vypukly vnitřní boje o uherský trůn, kterých se Kán příliš neúčastnil a využil je ke svému obohacení. Podmanil si Sedmihradské Sasy, uzurpoval Székelské hrabství, obsadil stříbrný důl Altrodna (dnešní Rodna v Rumunsku) a získal majetky v Aradském, Čandském a Krašovsko-Severinském komitátu.
Když Kán v roce 1306 odmítl uznat vládu Karla Roberta z Anjou, byl kaločským arcibiskupem exkomunikován a nad jeho majetky byl vyhlášen interdikt. V létě roku 1307 zajal Karlova soupeře Otu III. Dolnobavorského a uvěznil jej na jednom ze svých hradů. Do jeho rukou spadly rovněž uherské korunovační klenoty. Otu předal roku 1308 Ugrinovi Čákovi. V přibližně stejnou dobu provdal svoji dceru za srbského krále Uroše Srbského.

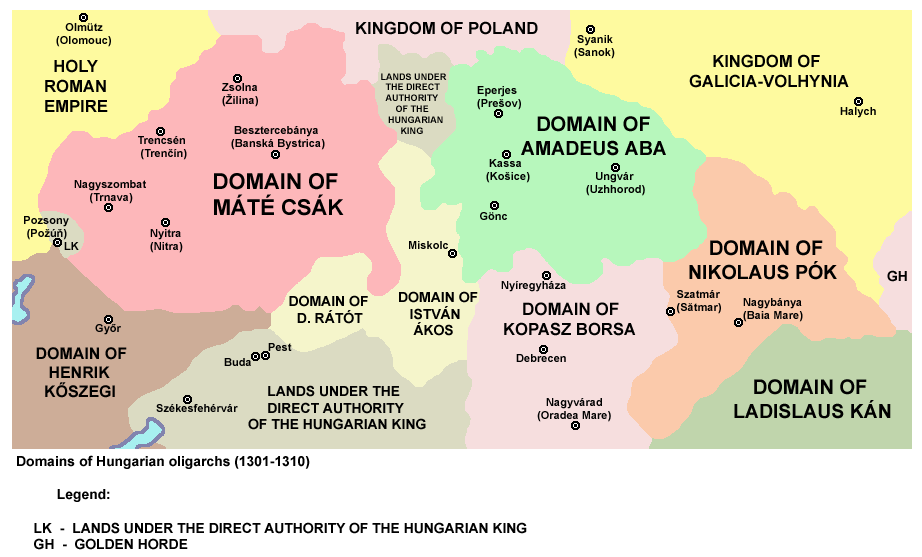
Mapa rozdělení Uherska mezi přední velmože v letech 1301 až 1310

Když v roce 1307 zemřel sedmihradský biskup Petr, Ladislav Kán zajal kanovníky, kteří měli zvolit nového biskupa a požadoval, aby byl na biskupský stolec dosazen jeden z jeho synů. Tento záměr se však nepovedl a roku 1308 musel Kán od tohoto cíle upustit. Za sedmihradského biskupa byl nakonec zvolen Benedikt, bývalý radní Petr a Kánův spojenec.
Po nátlaku ze strany papežského legáta Gentila Portina z Montefiore byl Kán roku 1310 donucen uznat Karla Roberta uherským králem, vrátit do jeho vlastnictví uherské korunovační klenoty a vzdát se většiny majetku, který získal za občanské války. Ladislav III. Kán zemřel patrně na přelomu roku 1314 a 1315. Sedmihradským vévodou se po jeho smrti stal Nicholas Meggyesi a ostatní majetky po něm zdědil jeho nejstarší syn Ladislav IV. Kán.